# 鈴賀レニ
鈴賀 レニ（すずか レニ、1952年2月19日 - ）は、日本の漫画家。本名は村中 志津枝（むらなか しずえ）。広島県大竹市出身。鈴賀 れにと表記する場合もある。

## 略歴
幼少のころは近所友達と虫取り、チャンバラごっこをしていた。その頃に漫画にはまり小学生、中学生時代から漫画雑誌をよく読むようになった。高校時代の雑誌への漫画投稿を経て、1972年に講談社の『なかよし増刊』に『ダイアナの湖』でデビュー。1年後に上京した。1980年代には小学館の学年誌などで作品を発表していた。中国語が好きで北京に留学もして1993年に日本語教師として香港に行った。1994年から2001年にかけて香港漫画出版社に勤務した。代表作は『ミキとアキ』。

## 作品

### まんが
- 『ウェディングドレスはママの香り』講談社〈講談社コミックスなかよし KCN233〉、1976年3月10日。 - 漫画短編集。収録：「ペンおじさんの色気ぐすり」、「アステカの空はもえて」、「ラバーズヒルに夢を」。
- 『おれは女だ三志郎』講談社〈講談社コミックスなかよし KCN258〉、1976年12月4日。 - 漫画短編集。収録：「もえよ！ペチコート」、「チェリー=ブラント恋のお手柄」、「失恋のしかたおしえます！」、「ただいま婚前同居中！」。
- 『ミスナルシスは花柄もよう』講談社〈講談社コミックスなかよし KCN281〉、1977年9月5日。 - 漫画短編集。収録：「とんでけとんでけ麦わらぼうし」、「星めぐりの歌」、「ちょっと気になるメリー=リー」、「ホットココアの魔法がひとつ」、「金にそまった美野の秋」。
- 「ミアとアキ」。
- 『森の天使アンジー』 1巻、雪室俊一 原作、鈴賀レニ まんが、小学館〈フラワーコミックス〉、1980年1月。 - 連載：『ちゃお』。
- 『森の天使アンジー』 2巻、雪室俊一 原作、鈴賀レニ まんが、小学館〈フラワーコミックス〉、1980年3月。
- 『森の天使アンジー』 3巻、雪室俊一 原作、鈴賀レニ まんが、小学館〈フラワーコミックス〉、1980年6月。
- 『森の天使アンジー』 4巻、雪室俊一 原作、鈴賀レニ まんが、小学館〈フラワーコミックス〉、1980年10月。
- 「たのきん友情物語」1982年。
- 「ミコとマコ」1982-1983。 - 連載：『小学三年生』（1982年） - 『小学四年生』（1983年）。
- 『ミキとアキ』 第1巻、小学館〈てんとう虫コミックス〉、1985年2月。ISBN 4-09-140841-9。 - 連載：『小学三年生』（1983年） - 『小学四年生』（1984年）。
- 『ミキとアキ』 第2巻、小学館〈てんとう虫コミックス〉、1985年8月。ISBN 4-09-140842-7。
- 「ランとリュウ」『小学三年生』、小学館、1984年。
- 「菊池桃子物語」『小学三年生』、小学館、1985年。
- エミリ・ジェーン・ブロンテ『嵐が丘』鈴賀れに、テレハウス〈フェイマスラブ・コミックス〉、1989年1月。
- 『魔法使いサリー』（原作：横山光輝、『小学三年生』 1990年1月号 - 3月号連載）

### 文
- 『いがらしゆみこ世界名作絵本』 1巻、いがらしゆみこ 作画、鈴賀れに 文、中央公論社〈中央公論社の絵本〉、1991年。ISBN 4-12-410501-0。
- 『いがらしゆみこ世界名作絵本』 2巻、いがらしゆみこ 作画、鈴賀れに 文、中央公論社〈中央公論社の絵本〉、1991年。ISBN 4-12-410502-9。
- 『いがらしゆみこ世界名作絵本』 3巻、いがらしゆみこ 作画、鈴賀れに 文、中央公論社〈中央公論社の絵本〉、1992年。ISBN 4-12-410503-7。
- 『いがらしゆみこ世界名作絵本』 4巻、いがらしゆみこ 作画、鈴賀れに 文、中央公論社〈中央公論社の絵本〉、1992年。ISBN 4-12-410504-5。
- 『いがらしゆみこ世界名作絵本』 5巻、いがらしゆみこ 作画、鈴賀れに 文、中央公論社〈中央公論社の絵本〉、1992年。ISBN 4-12-410505-3。

### コラム
- 夏目房之介ほか『マンガの居場所』NTT出版、2003年4月30日。ISBN 4-7571-5039-3。 - 『毎日新聞』夕刊に連載された同名コラムの単行本化。鈴賀れにも執筆している。